# Change of Heart (газета)
Change of Heart — американская ежеквартальная уличная газета издающаяся и продающаяся в Лоуренсе (Канзас). Она была основана Крэйг Свистом в конце 1996 года, который сказал, что идею создать уличную газету подал ему Майкл Стоопс, директор «National Coalition for the Homeless». Газета — член североамериканской ассоциации уличных газет (NASNA), и единственная уличная газета в Канзасе.
Как и практически все уличные газеты, она пишется и реализуется бездомными, газета также получила поддержку грантом от «Ethics and Excellence in Journalism Foundation». Газета обычно включает в себя освещение новостей и событий, имеющих отношение к бездомным, также редакционные статьи, стихи, рассказы, произведения искусства предоставленные бездомными; каталоги ресурсов для бездомных и способы, которыми не бездомные читатели могут помочь бездомному сообществу.
У газеты около 1 200 читателей за квартал. В 1999 году «Change of Heart» был названа NASNA Лучшей новой уличной газетой в Северной Америке.  В то время, газета была одностраничной, напечатанной с обеих сторон, опубликована с использованием фотокопировальных устройств из местных церквей. Сегодня у газеты 10 страниц и она имеет свой собственный штат и компьютеры.